# ジョナサン・ワン
ジョナサン・ワン（Jonathan Wang, 繁体字: 王慶; 拼音: wáng qìng）は、台湾系アメリカ人の映画プロデューサーである。

## 人物
『エブリシング・エブリウェア・オール・アット・ワンス』（2022年）や『スイス・アーミー・マン』（2016年）で知られる。彼は監督デュオのダニエルズ（ダニエル・シャイナートとダニエル・クワン）の長年の協力者かつプロデューサーである。ワンはミュージック・ビデオ製作でキャリアをスタートさせ、その後『スイス・アーミー・マン』で長編映画に軸を移した。『エブリシング・エブリウェア・オール・アット・ワンス』はA24で歴代最高の興行収入となり、ワンは第95回アカデミー賞作品賞を受賞した。

## 生い立ち
カリフォルニア州サンディエゴでキリスト教福音派の家庭で育てられる。父親は台湾からの移民である。

## フィルモグラフィ
参照:

### 長編映画
- スイス・アーミー・マン Swiss Army Man (2016)
- ディック・ロングはなぜ死んだのか?（英語版） The Death of Dick Long (2019)
- フォルス・ポジティブ False Positive (2021)
- エブリシング・エブリウェア・オール・アット・ワンス Everything Everywhere All at Once (2022)
- The Legend of Ochi (2023)

### 短編映画
- Engine Block (2011)
- Plastiki and the Material of the Future (2011)
- I Have No Hold on You (2012)
- I Have No Hold on You (2014)
- Possibilia (2014)
- Memory 2.0 (2014)

## 受賞とノミネート
| 賞           | 年   | 部門   | 対象                                               | 結果 |
| ------------ | ---- | ------ | -------------------------------------------------- | ---- |
| アカデミー賞 | 2022 | 作品賞 | エブリシング・エブリウェア・オール・アット・ワンス | 受賞 |